# Syndrome de Münchhausen par Internet
Le syndrome de Münchhausen par Internet est un comportement adopté par un internaute sur Internet en feignant une maladie sur des forums de discussion ou messagerie instantanée. Le terme est décrit dans la littérature médicale en tant que trouble factice ou pathomimie par procuration. Des rapports d'internautes utilisant des forums sur Internet prétextant être atteint d'une grave maladie, ou d'être victime de violence, datent des années 1990 depuis la récente parution de la communication sur Internet. Ce comportement est identifié en 1998 par le psychiatre Marc Feldman, qui a emprunté le terme de « Syndrome de Münchhausen par Internet » en 2000 ; le terme n'est pas inclus dans le Manuel diagnostique et statistique des troubles mentaux (DSM-IV-TR).
Ce type de trouble factice sur Internet se développe plus facilement grâce à la disponibilité de la littérature médicale sur Internet, à l'anonymat et la protection de l'identité en ligne, et par l'existence des forums de communication établis dans le but de soutenir et d'apporter assistance aux internautes en détresse psychologique. De nombreux cas se sont dits atteints de graves maladies, étant victimes de violence, ou dont le décès était annoncé en ligne. Les communautés virtuelles qui ont été créées pour aider ces individus dits en détresse exprimaient le plus souvent de l'empathie et de la sympathie.

## Caractéristiques
Le terme de « Syndrome de Münchhausen par Internet » a été pour la première fois utilisé dans un article du Southern Medical Journal (en) rédigé par Marc Feldman en 2000. Feldman, professeur en psychiatrie à l'Université d'Alabama à Birmingham, donne un nom à ce phénomène en 2000, et co-rédige un article sur ce sujet deux ans plus tôt au Western Journal of Medicine (en) en utilisant le terme de « pathomimie virtuelle. » Les pathomimies (ou troubles factices) sont définies dans le Manuel diagnostique et statistique des troubles mentaux : DSM-IV-TR (DSM) en tant que troubles psychologiques au cours desquels un individu éprouve le besoin de simuler une maladie dans le but de gagner de l'empathie vis-à-vis des autres. Il ne s'agit pas de simulations effectuées dans le but de gagner de l'argent ou d'éviter une situation gênante, mais pour attirer la compassion et le contrôle des autres individus. La manifestation chronique d'un trouble factice est souvent appelée syndrome de Münchhausen, un terme inspiré des aventures exagérées du baron de Münchhausen, officier allemand et mercenaire à la solde de l'armée russe, rédigées par Rudolf Erich Raspe. Lorsque les symptômes sont causés à un autre individu (un enfant ou une personne âgée), on parle de syndrome de Münchhausen par procuration, ou pathomimie par procuration.
Feldman note que l'accès aux forums de discussion, en plus des vastes informations médicales éparpillées sur Internet, est utilisé à l'excès par les individus qui recherchent de la sympathie et qui relatent alors au détail une série de problèmes psychologiques et médicaux. Des forums de communication spécialisés en psychologie et en médecine se sont établis dans le but d'apporter assistance aux internautes recherchant une solution à leur problème. Des communautés se sont formées sur ces forums dans le but de partager des informations avec d'autres membres. Les sites Internet spécialisés en médecine se créent également, donnant ainsi accès aux informations médicales à tous les internautes, même à ceux ne possédant aucune connaissance dans ce domaine. Les communications sur Internet gagnant en popularité, les consultations individuelles et hospitaliers diminuent. Feldman note que fréquenter un forum spécialisé dans le domaine médical est plus facile que de simuler une maladie ou une douleur physique devant un professionnel de la santé. En prétendant être gravement malades, les internautes gagnent la sympathie d'un groupe initialement créé pour apporter son soutien. Néanmoins, les professionnels de la santé, limités dans leurs horaires, possèdent une connaissance plus détaillée de la médecine et ont tendance à être sceptiques dans leur diagnostic,,. Les individus prétendent souvent souffrir de douleurs physiques ou de se remettre des conséquences de victimisation, de harcèlements, et d'abus sexuels.

## Cas notables
L'article de Feldman paru au Western Journal of Medicine a été choisi par le New York Times relatant une histoire de Denise Grady décrivant trois cas d'internautes décrits comme des « incorrigibles imposteurs. » Parmi ceux-là, une femme souffrant de trouble de l'appétit, membre d'un forum, ayant expliqué être en soins intensifs et communiquant par le biais d'un ordinateur portable, prétendant être victime d'un accident vasculaire cérébral lorsqu'elle était en ligne, appuyée par des messages de sa mère également hospitalisée ; le supposé père aurait continué à poster des images de cette hospitalisation. Pour citer un autre exemple, une adolescente fréquentant un forum pour mères élevant des enfants prématurés — certains ayant enduré une longue et douloureuse convalescence, voire décédés — prétendait avoir donné naissance à un bébé prématuré et a reçu du soutien de la part d'un groupe de 400 membres. L'adolescente a également confié que son bébé était décédé, et annonce par la suite être de nouveau enceinte et craindre pour la santé de son nouveau-né, semblant plus fragilisée que la première fois. Des membres du forum se sont finalement montré hostiles à cette dernière,.
La plupart de ces histoires peuvent être un échec, et les individus souffrant de ce syndrome peuvent mettre des mois à s'en remettre ; c'est le cas de l'histoire d'un adolescent de 15 ans ayant participé aux discussions d'un forum pour individus souffrant de migraines. Certains des membres de ce groupe recevaient une pension d'invalidité ou ont suivi en vain des thérapies. L'adolescent représentait sa mère comme malentendante et son père alcoolo-dépendant, et rapporte également avoir souffert de crises d'épilepsie et d'hémophilie. Cependant, il clamait être également étudiant en médecine et être batteur dans un groupe. Le forum s'est particulièrement attentionné sur ce jeune, et certains membres doutaient de la crédibilité de son histoire. L'adolescent quitte par la suite le forum notant que ce dernier ne représentait pas « l'esprit d'Internet. »
De 1999 à 2001, une femme au foyer de 40 ans nommée Debbie Swenson simule l'identité de Kaycee Nicole, une jeune femme de 19 ans originaire du Kansas, aux États-Unis, partageant en ligne les détails de sa lutte contre une leucémie. Le périodique The Guardian rapporte que des millions d'internautes ont visité son blog officiel (mais fictif) dans lequel elle prétendait être la mère de Kaycee Nicole qui tentait de vivre au jour le jour avec sa fille qu'elle décrit intelligente et optimiste, mais mourante. Le 16 mai 2001, le décès de Kaycee Nicole à la suite d'un anévrisme est annoncé, choquant les lecteurs. Peu après, cependant, des doutes voient le jour concernant Swenson. Des cartes de soutien et des cadeaux reçus, elle déclare en avoir suffisamment. Il est appris qu'aucune jeune femme du nom de Kaycee Nicole ne vivait au Kansas, n'avait été recensée dans une école, n'avait subi d'examens médicaux et encore moins admise aux urgences. La jeune fille représentée sur la photo était en réalité une joueuse de basketball originaire d'Oklahoma, toujours en vie. Swenson, dans un message, avoue s'être inspirée de l'histoire de trois patients atteints de cancer pour créer le personnage de Kaycee Nicole, qui n'avait jamais existé.

## Causes
Feldman admet, dans de nombreuses entrevues, avoir été victime d'individus lui écrivant par courriel en simulant des symptômes psychiatriques, uniquement pour le piéger. Pour des cas à long terme, il note qu'un tel comportement s'explique par le fait que ces individus sont incapables d'obtenir de la sympathie et de l'attention, notamment par des moyens plus appropriés, et que l'attention portée par les membres d'un forum sont une motivation perpétuelle. La manipulation fonctionne dans la majeure partie des cas. De nombreux individus pratiquant le trouble factice veulent se sentir aimés et supportés, en raison de l'absence de telles émotions durant leur enfance. Dans un article publié au Village Voice en 2001, une femme explique se souvenir de la manière dont elle simulait des situations qui n'existaient pas : « Lorsque je faisais quelque chose pour attirer l'attention des médecins et de la police, j'avais une montée d'adrénaline. Je crois que j'en étais comme accro. Ça ne m'était jamais vraiment arrivé avant. Je faisais du mal aux autres, sauf à moi. » Un psychologue, membre d'un groupe de soutien pour les parents d'enfants prématurés, explique dans un article du New York Times que « les personnes qui agissent comme ça ont besoin de quelque chose. Je me demande s'il s'agit d'un besoin de combler une perte […] »
Feldman rapporte que la majeure partie des cas de syndrome de Münchhausen par Internet qui lui étaient communiqués provenaient des États-Unis, bien qu'il en ait recensé d'autres venant d'Australie, du Canada, de Nouvelle-Zélande et du Royaume-Uni. En parallèle, ce type de syndrome surviendrait, dans ces cas, principalement chez les individus âgés de la vingtaine et de la trentaine.
Dans un article publié au périodique The Guardian, Steve Jones, professeur en communication à l'Université de l'Illinois à Chicago, donne son avis sur l'affaire Kaycee Nicole. Jones vise l'anonymat d'Internet comme ne permettant aucune réelle identification d'un mensonge ou d'une vérité,. L'interaction sur le web n'est possible que depuis les années 1980, et s'étend au courant des années suivantes.

## Découvertes et impacts sur la communauté web
Les membres d'un forum dont les simulations ont été mises au grand jour par les autres membres sont fréquemment bannis — pour la plupart par des administrateurs — les forçant à participer à d'autres discussions sur d'autres sites Internet. Denise Grady note dans le New York Times que la femme souffrant de trouble de l'appétit s'est rabattue sur un forum de victimes d'abus sexuels dans lequel elle déclare cette fois-ci dépérir à cause du SIDA. Un article du Weekend Australian décrit un exemple similaire en 2003 : une femme, originaire de Londres, aurait avoué avoir discuté sur des forums d'aide pour des victimes de migraines, de cancer du sein, et pour des deuils d'enfant, en même temps et au quotidien. D'autres désespèrent et ne postent plus.